# W Ursae Majoris-variabel
W Ursae Majoris-variabel (EW) är en typ av förmörkelsevariabel.  Det är frågan om dubbelstjärnor där båda komponenterna fyllt sina Roche-lober och är i kontakt med varandra. En gemensam yttre atmosfär runt stjärnorna kan förekomma. Stjärnorna är av spektralklass F, G eller K.
Ljuskurvan växlar ständigt under perioder som vanligen under 1 dygn. Primär- och sekundärminima är i stort sett lika djupa.

## Undertyper
W Ursae Majoris-variablerna är traditionellt indelade i två undergrupper: A-typ och W-typ:
A-typen består av dubbelstjärnor som är hetare än solen, av spektraltyp A eller F och variationer av ljusstyrkan på 0,4 – 0,8 dygn.  W-typen är kallare stjärnor av spektraltyp G eller K och kortare period, 0,22 – 0,4 dygn. 
1978 introducerades en ny undergrupp, B-typ, med stora temperaturskillnader mellan komponenterna i dubbelstjärnan.
2004 introducerades ytterligare en undergrupp, H-typ (av High mass ratio), med mindre skillnad mellan komponenterna i massa än 0,72 (sekundär komponent/primär komponent) och stort rörelsemängdsmoment. 

## Några ljusstarka variabler
Den ljusstarkaste stjärnan på himlen bland W Ursae Majoris-variablerna är Epsilon Coronae Borealis i Södra korsets stjärnbild. Här följer en lista med några av de ljusstarkaste. Prototypstjärnan W Ursae Majoris befinner sig där på sjätte plats.
- Epsilon Coronae Borealis 4,74 – 5,00
- 44 Bootis 5,80 – 6,39
- S Antliae 6,27 – 6,83
- VW Cephei 7,31 – 7,71[7]
- TV Pictoris 7,37 – 7,53[8]
- W Ursae Majoris 7,75 – 8,48